# Shimshon Amitsur
Shimshon Avraham Amitsur (nacido Kaplan; en hebreo: שמשון אברהם עמיצור‎; Jerusalén, Mandato británico de Palestina; 26 de agosto de 1921 - Jerusalén, Israel; 5 de septiembre de 1994) fue un matemático israelí. Es conocido por su trabajo en teoría de anillos, en particular anillos IP, un área del álgebra abstracta.

## Biografía
Amitsur nació en Jerusalén y estudió en la Universidad Hebrea de Jerusalén bajo la supervisión de Jacob Levitzki. Sus estudios fueron interrumpidos repetidamente, primero por la Segunda Guerra Mundial y luego por la Guerra de Independencia de Israel. Recibió su Maestría universitaria en ciencias en 1946, y su Doctorado en Filosofía en 1950. Posteriormente, por su trabajo conjunto con Levitzki, recibió el primer Premio Israel en Ciencias Exactas. Trabajó en la Universidad Hebrea hasta su jubilación en 1989. Amitsur fue profesor invitado en el Instituto de Estudios Avanzados de 1952 a 1954.  Fue orador invitado en el Congreso Internacional de Matemáticos en 1970 en Niza.  Fue miembro de la Academia de Ciencias de Israel, donde fue Jefe de la Sección de Ciencias Experimentales. Fue uno de los editores fundadores del Israel Journal of Mathematics, y el editor matemático de la Enciclopedia Hebrea . Amitsur recibió varios premios, incluido el doctorado honorario de la Universidad Ben-Gurion en 1990. Entre sus estudiantes estuvieron Avinoam Mann, Amitai Regev, Eliyahu Rips y Aner Shalev .

## Premios
Amitsur y Jacob Levitzki recibieron cada uno el Premio Israel en ciencias exactas, en 1953, su año inaugural.

## Publicaciones
- Amitsur, A. S.; Levitzki, Jakob (1950), «Minimal identities for algebras», Proceedings of the American Mathematical Society 1 (4): 449-463, ISSN 0002-9939, doi:10.1090/S0002-9939-1950-0036751-9.
- Amitsur, S. A. (2001),  Mann, Avinoam; Regev, Amitai; Rowen et al., eds., Selected papers of S. A. Amitsur with commentary. Part 1, Providence, R.I.: American Mathematical Society, ISBN 978-0-8218-2924-0 .
- Amitsur, S. A. (2001),  Mann, Avinoam; Regev, Amitai; Rowen et al., eds., Selected papers of S. A. Amitsur with commentary. Part 2, Providence, R.I.: American Mathematical Society, ISBN 978-0-8218-2925-7 .
- "Shimshon Avraham Amitsur (1921 — 1994)", by A. Mann, Israel Journal of Mathematics, Vol. 96 (December 1996), ix - xxvii.
- Formanek, Edward (2003), «Review of Selected papers of S. A. Amitsur», Bulletin of the American Mathematical Society 40: 131-135, ISSN 0002-9904, doi:10.1090/s0273-0979-02-00960-6.